# فلگلرمانیومنت آیلند
فلگلرمانیومنت  آیلند (به انگلیسی: Flagler Monument Island) یک منطقهٔ مسکونی در ایالات متحده آمریکا است که در میامی بیچ، فلوریدا واقع شده‌است. فلگلرمانیومنت ۰٫۹۱ متر بالاتر از سطح دریا واقع شده‌است.

## مجسمه یادبود
مجسمه یادبود طراحی شده توسط مجسمه‌ساز اچ پی پترسون و تأمین مالی شده توسط فیشر با کمک جان بی اور و جیمز ا. آلیسون است.

## جنجال
در ۵ فوریه ۲۰۱۱ فیلمی در این جزیره ساخته شد که اجازه آن جنجالی شد و در نهایت اجازه آن توسط مقامات میامی صادر گردید.

## نگارخانه

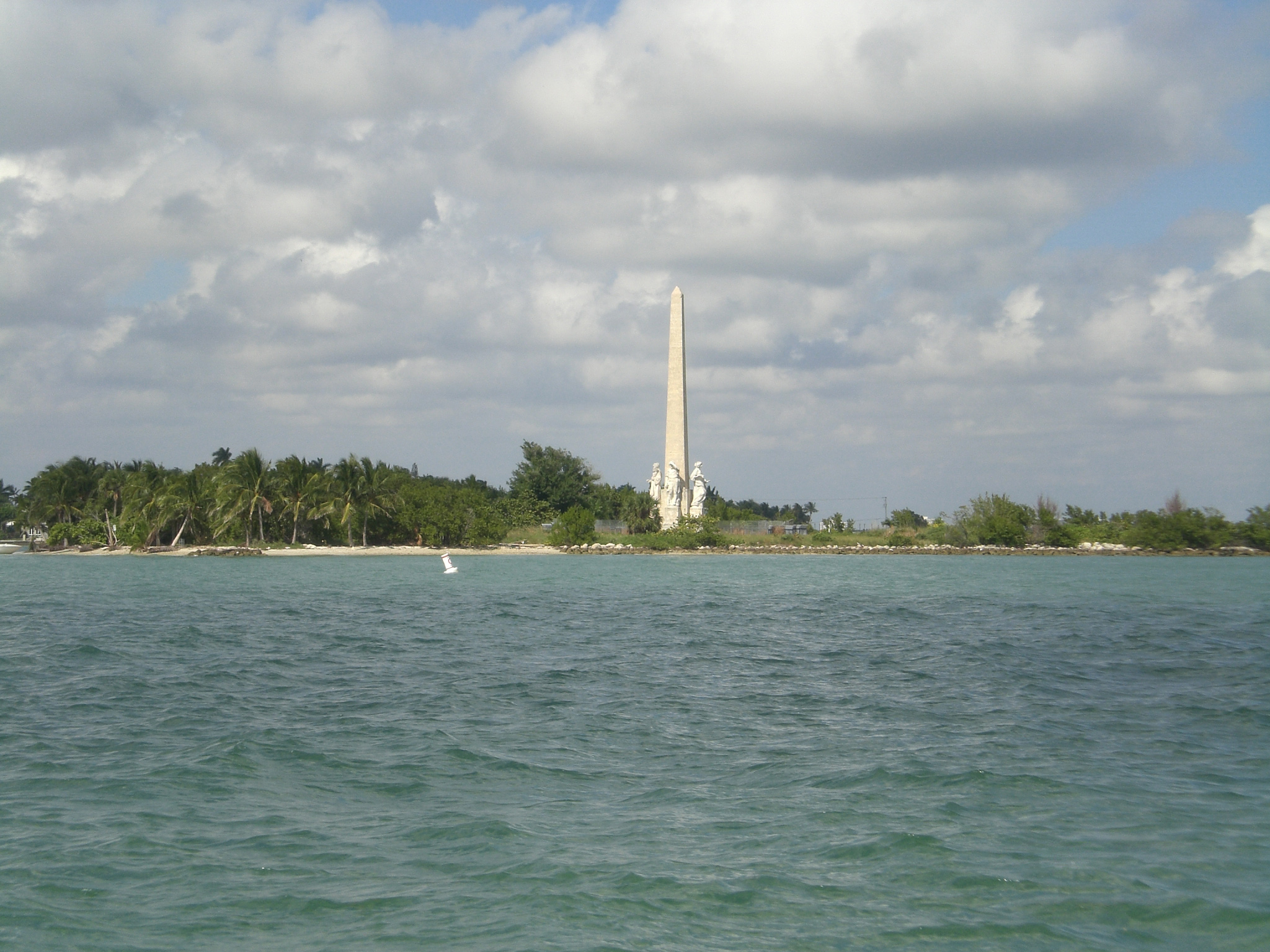
نمای مجسمه یادبود فلگلر از قایقی در خلیج  بیسکی.